# ヘヴン・アンド・ヘル (ザ・フーの曲)
「ヘヴン・アンド・ヘル」（Heaven and Hell）は、イングランドのロック・バンドであるザ・フーが、1970年に発表したシングル『サマータイム・ブルース』のB面に収録した楽曲である。

## 解説
作詞・作曲はジョン・エントウィッスルによる。歌詞は彼が抱いていた死後の世界に対する興味を反映している。天国は「何一つ過ちを犯さなかったら行く所」、地獄は「悪い子だったら行く所」と定義され、「どうすれば永遠の命を得られるのだろう、決して死なずにいられるのだろう」と締めくくられる。
レコーディングは1970年4月13日にロンドンのIBCスタジオで、BBC Radio 1の為に行なわれた。リード・ヴォーカルもエントウィッスルが担当しており、ロジャー・ダルトリーは参加していないと思われる。モノラル録音であり、同月19日にDave Lee Travisの番組で放送された。

## 参加ミュージシャン
- ピート・タウンゼント（Pete Townshend） – ギター
- ジョン・エントウィッスル（John Entwistle） – ベース・ギター、リード・ヴォーカル、コーラス
- キース・ムーン（Keith Moon） – ドラムス

## ライヴ
アルバム『トミー』（1969年）発表を挟んだ1968年から1970年までのコンサートのオープニング・ナンバーとして、『トミー』のツアーをはじめ、ウッドストック・フェスティバル（1969年8月16日）、第2回ワイト島音楽祭（1969年8月30日、1970年8月29日）、リーズ大学でのコンサート（1970年2月14日）、第3回ワイト島音楽祭（1970年8月29日）などで披露された。

## カヴァー
- ジョン・エントウィッスル – 初のソロ・アルバム『衝撃!!』（1971年）で再録音[注釈 1][6]